# Márai Sándor-díj

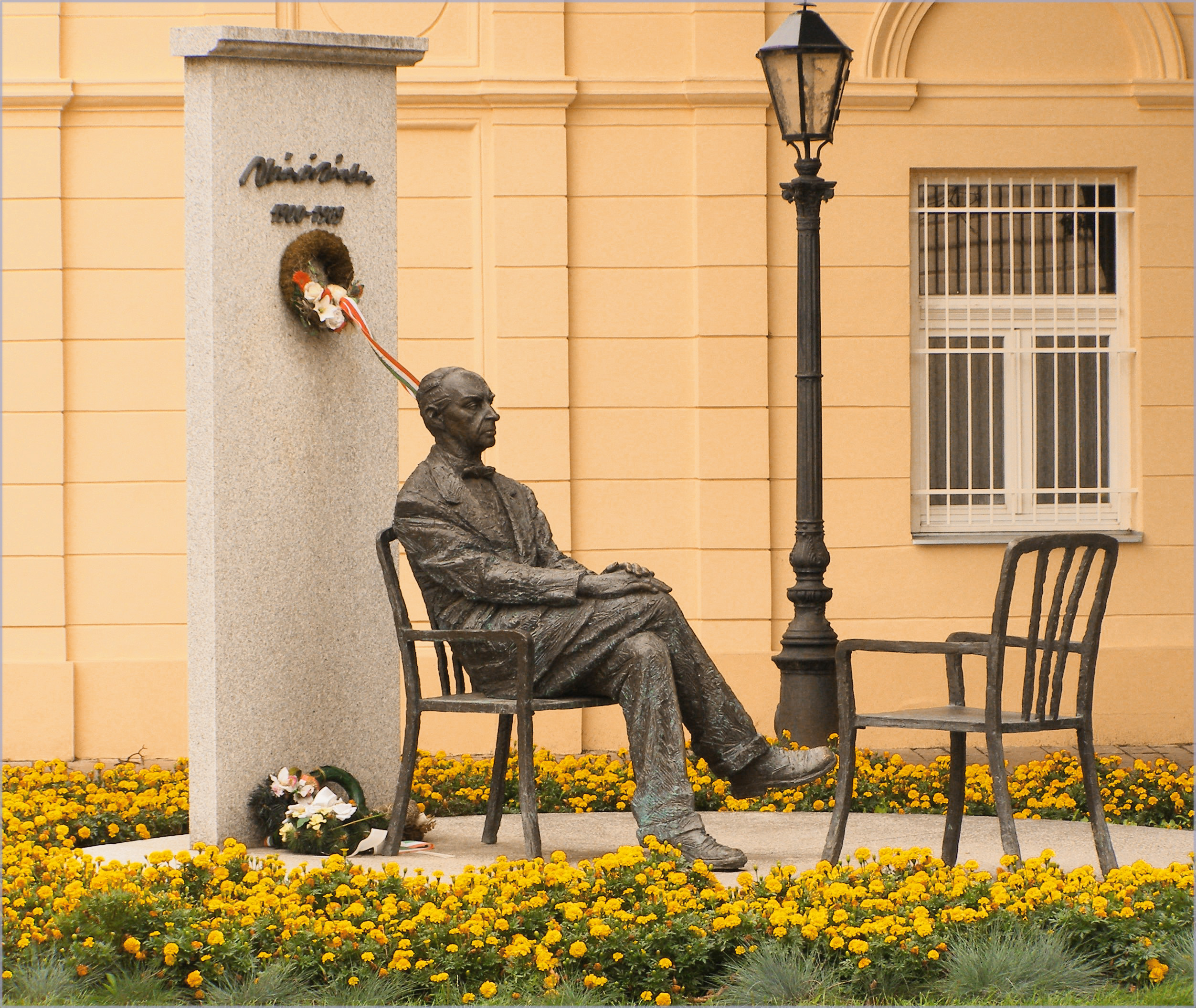
Márai Sándor szobra szülővárosában Kassán

A Márai Sándor-díj írói életműért vagy a díj adományozását megelőző évben megjelentetett kimagasló értékű prózakötetért, valamint magyar író külföldi elismerést szerzett munkásságáért adományozható állami kitüntetés, a mindenkori kulturáért felelős miniszter által adományozható művészeti középdíj. A magyar irodalom egyik legmagasabb szakmai elismerése.
A díjat – amelynek jutalomösszege adózás után körülbelül 650.000 Ft/fő –  régebben évente, január 22-én, a Magyar Kultúra Napján két vagy három személy kapja, akik közül az egyiknek határon túlinak kell lennie. Volt olyan év is amikor nem adományozták (2014). Az utóbbi években kétévente egy Márai Sándor-díj adományozható, és a díjat március 15-én adják át további művészeti középdíjakkal és állami kitüntetésekkel együtt.
A kitüntetett adományozást igazoló okiratot és érmet kap. Az érem kerek alakú, bronzból készült, átmérője nyolcvan, vastagsága nyolc milliméter. Az érem Csikai Márta szobrászművész alkotása, egyoldalas, Márai Sándor domború arcképét ábrázolja, és MÁRAI SÁNDOR-DÍJ (1900–1989) felirattal van ellátva.
A Márai Sándor-díjon kívül állami irodalmi középdíjak még a 35 év alatti, jelentős irodalmi alkotásokat létrehozó vagy fiatal korukhoz képest jelentős irodalmi munkássággal rendelkező szerzőknek adományozható Gérecz Attila-díj, valamint az irodalom bármely területén kimagasló eredményekért adományozható József Attila-díj. Drámaírók is megkaphatják továbbá a színházi területen kiemelkedő munkásságot felmutató művészeknek és művészeti szakembereknek adományozható Jászai Mari-díjat, így részben ez is irodalmi díjnak tekinthető.  Kásler Miklós, az Emberi Erőforrások Minisztériumának minisztere ezen felül 2019-ben saját hatáskörben megalapította a Herczeg Ferenc-díjat, mely Herczeg Ferenc szellemi és irodalmi örökségét méltóképpen képviselő kiemelkedő fikciós vagy dokumentarista jellegű történeti irodalmi – történetírói, történelmi regény vagy történelmi dráma írói – teljesítmény elismerésére adományozható.
Ezzel együtt már öt, az irodalom területén elért kiemelkedő munkásságért adományozható állami középdíj létezik, melyek érdekessége, hogy mindegyik egyfokozatú, fokozati különbség nincs közöttük, pro forma mindegyik egyenrangú mindegyikkel, és egyik elnyerése sem előfeltétele a másik esetleges későbbi adományozásának. Az utóbbi évek díjadományzási gyakorlatából azonban úgy tűnik, nem olyan ritka a több egyenrangú középdíj egymás utáni adományozása sem ugyanazon szerző részére. Fiatalabb szerzők esetében persze természetes módon fordul elő, hogy előtt Gérecz Attila-díjat, majd pályájuk egy későbbi szakaszában esetleg József Attila-díjat adományoznak a részükre, miként ugyanúgy előfordult, hogy valaki előbb Márai Sándor-díjatat, nem sokkal később József Attila-díjat is kapott, vagy éppenséggel fordítva.

## Díjazottak
- 2025 – Simó Márton[2]
- 2024
- 2023 – Sarusi Mihály[3]
- 2022
- 2021 – Nagy Zoltán Mihály[4]
- 2019 – Faludi Ádám, Fehér Béla[5]
- 2018 –
- 2017 -- Berta Zsolt[6]
- 2016 – nem adták ki a díjat[7]
- 2015 - Tompa Andrea[8]
- 2014 – nem adták ki a díjat[7]
- 2013 – Kontra Ferenc[9]
- 2012 – Hász Róbert, Mózes Attila, Oláh János
- 2011 – Farkas Péter, Majoros Sándor, Pályi András[10]
- 2010 – Kemenes Géfin László, Kemény István, Vathy Zsuzsa[11]
- 2009 – Békés Pál, Háy János, Molnár Vilmos[12]
- 2008 – Bogdán László, Darvasi László, Petőcz András
- 2007 – Grendel Lajos, Márton László, Tóth Krisztina
- 2006 – Berniczky Éva, Dragomán György, Nádas Péter
- 2005 – Karátson Endre, Láng Zsolt, Németh Gábor
- 2004 – Kukorelly Endre, Monoszlóy Dezső, Péterfy Gergely
- 2003 – Bordás Győző, Rakovszky Zsuzsa, Szilágyi István
- 2002 – Bálint Tibor, Bartis Attila, Garaczi László
- 2001 – Barnás Ferenc, Esterházy Péter, Határ Győző[13]
- 2000 – Domahidy András, Sándor Iván, Závada Pál
- 1999 – Lengyel Péter, Tar Sándor
- 1998 – Gion Nándor, Krasznahorkai László
- 1997 – Ferdinandy György, Kardos G. György
- 1996 – Bodor Ádám, Kertész Imre, Mándy Iván (posztumusz)